# Ooperipatus hispidus
Ooperipatus hispidus är en klomaskart som beskrevs av Reid 1996. Ooperipatus hispidus ingår i släktet Ooperipatus och familjen Peripatopsidae. Inga underarter finns listade i Catalogue of Life.